# Фёдоровка (посёлок, Генический район)
Фёдоровка (укр. Федорівка) — посёлок в Ивановской поселковой общине Генического района Херсонской области Украины.
Население по переписи 2001 года составляло 121 человек. Занимает площадь 20,892 км². Почтовый индекс — 75441. Телефонный код — 5531.

## Местный совет
75441, Херсонская область, Ивановский р-н, с. Новодмитровка Вторая, ул. Ленина, 18